# Незабудька українська
Незабудька українська, незабудка галузиста (Myosotis ucrainica) — вид рослин з родини шорстколистих (Boraginaceae), поширений у Вірменії, Казахстані, Росії, Україні.

## Опис
Однорічна рослина 10–30 см. Рослина білувато або сірувато-зелена, густо жорстко-волосиста. Суцвіття коротше облистяній частини стебла або рівне їй. Чашечка при квітці 1.2–1.7(2) мм довжиною. Віночок блакитний, з білуватою трубкою.

## Поширення
Поширений у Вірменії, Казахстані, Росії, Україні.
В Україні вид зростає на узліссях листяних лісів — в півд. ч. Лісостепу і пн. ч. Степу, зрідка.